# ТГ (вибухівка)
ТГ — клас бризантних композиційних вибухівок, сумішей тротилу і гексогену. Являють собою однорідні негігроскопічні маси від світло-жовтого до темно-жовтого кольору. З металами не взаємодіють (взаємодіють з лугом) В інженерних боєприпасах застосовуються наступні варіанти:
- ТГ-20: тротилу – 20%; гексогену – 80%;
- ТГ-30: тротилу – 30%; гексогену – 70%;
- ТГ-40: тротилу – 40%; гексогену – 60%;
- ТГ-50: тротилу – 50%; гексогену – 50%.

| Густина                                   | 1,64 – 1,7 г/см³   |
| Тротиловий еквівалент                     | 1,05 – 1,25        |
| Температура спалахування                  | 225 – 340 ºС       |
| Швидкість детонації                       | 7660 – 8200 м/с    |
| Фугасність                                | 350 – 450 см³      |
| Бризантність за Гесом                     | 20 – 22 мм         |
| Чутливість до удару за стандартною пробою | 32 – 40%           |
| Чутливість до тертя з піском              | 625 – 1400 кгс/см² |
| Чутливість до тертя без піску             | 3000 кгс/см²       |
| Об’єм продуктів вибуху                    | 0,9 м³/кг          |